# Église Saint-Georges de Sombor
Pour les articles homonymes, voir Église Saint-Georges.
L'église Saint-Georges de Sombor (en serbe cyrillique : Црква Светог Георгија у Сомбору ; en serbe latin : Crkva Svetog Georgija u Somboru) est une église orthodoxe serbe située à Sombor, dans la province de Voïvodine et dans le district de Bačka occidentale en Serbie. Elle est inscrite sur la liste des monuments culturels de grande importance de la république de Serbie (identifiant no SK 1175).

## Présentation
L'église a été construite en 1761, à l'emplacement d'un édifice plus ancien. De style baroque avec des éléments classicisants et rococo, elle est constituée d'une nef unique prolongée par une abside à cinq pans. La combinaison des styles est particulièrement visible dans la façade occidentale où les courbes du pignon sont contrebalancées par la sagesse des pilastres aux chapiteaux de style toscans. La construction de 1761 intègre le clocher de l'ancienne église, élevé en 1744 ; Franz Friedrich de Sombor lui a donné sa forme actuelle en 1790.

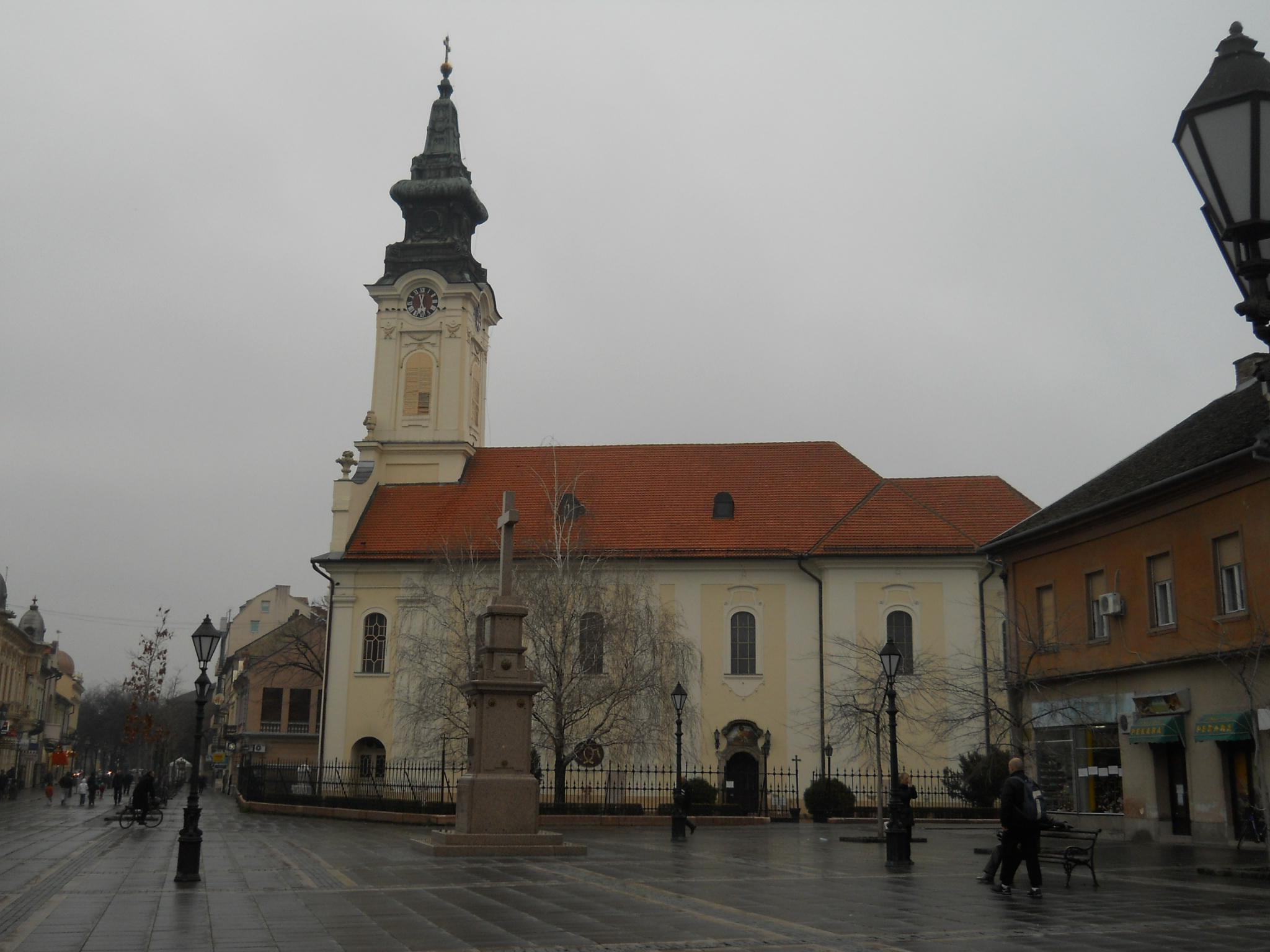
Autre vue de l'église

L'iconostase a été réalisée par le sculpteur sur bois Arsenije Marković ; en 1771, la peinture des icônes a été confiée à Teodor Kračun, Jovan Isajlović et Lazar Serdanović. L'intérieur de l'église a été transformé en 1866 ; une nouvelle iconostase a été sculptée par Joseph Kestner de Novi Sad et Karlo Ildinji de Budapest ; les icônes ont été peintes par Pavle Simić, qui, par son style, est marqué par l'influence de la peinture nazaréenne.

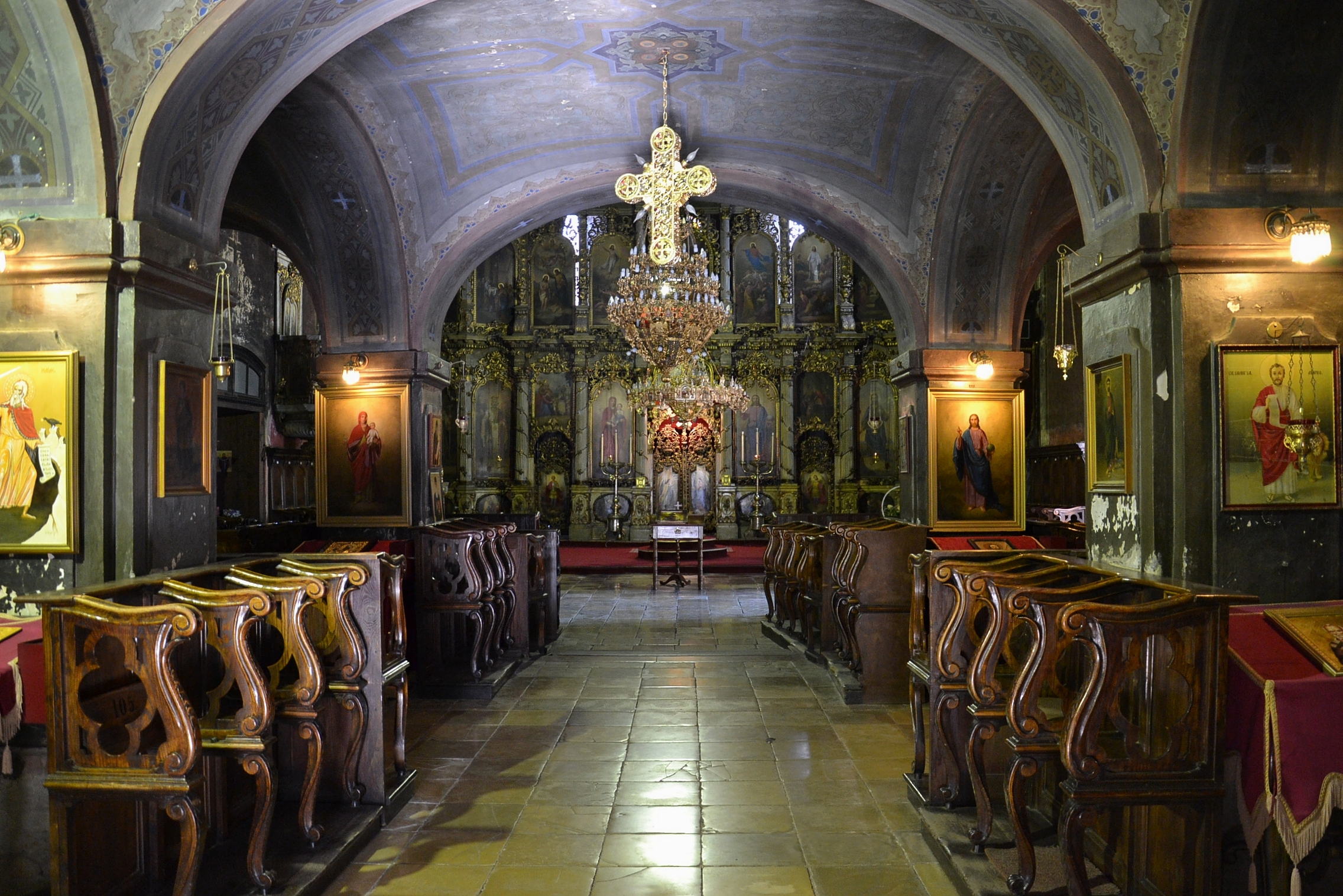
L'intérieur de l'église, avec l'iconostase

Dans l'église sont enterrés le comte Jovan Janko Branković (vers 1675-1734), « grand capitaine » de Sombor et l'évêque de l'éparchie de Bačka Jovan Jovanović, mort subitement en 1805.
Des travaux de restauration ont été effectués sur les peintures en 1959 et 1960 et sur l'architecture en 1966, 1980 et 1987.